# Tylototriton kweichowensis
Tylototriton kweichowensis är en groddjursart som beskrevs av Fang och Chang 1932. Tylototriton kweichowensis ingår i släktet Tylototriton och familjen vattensalamandrar. IUCN kategoriserar arten globalt som sårbar. Inga underarter finns listade i Catalogue of Life.